# Кимасар (ущелье)
Ущелье Кимасар (Ким-Асар, Комиссаровское ущелье) — ущелье реки Комиссаровка, левого притока Малой Алматинки, Казахстан. Протяжённость составляет 6 км. В верхней части ущелье раздваивается. На территории ущелья расположена стоянка Кимасар.

## Ущелья
На развилке ущелья находится егерский кордон.
Правое ущелье оканчивается выходом на Комиссаровский перевал.
Левое ущелье оканчивается водопадом и выходом к подножию пика Фурманова. В долинах левого ущелья до июля можно встретить остатки снежных лавин, сошедших зимой.
В ущелье располагается лыжный кооператив «Кимасар».
В середине прошлого века любителями горных походов по дороге на пик Фурманова были построены качели. Расположенные на высоте 2 600 метров над уровнем моря, они стали одной из главных достопримечательностей ущелья.